# Lutjanus mizenkoi
Lutjanus mizenkoi är en fiskart som beskrevs av Allen och Talbot, 1985. Lutjanus mizenkoi ingår i släktet Lutjanus och familjen Lutjanidae. Inga underarter finns listade i Catalogue of Life.